# Boetos de Calcedônia

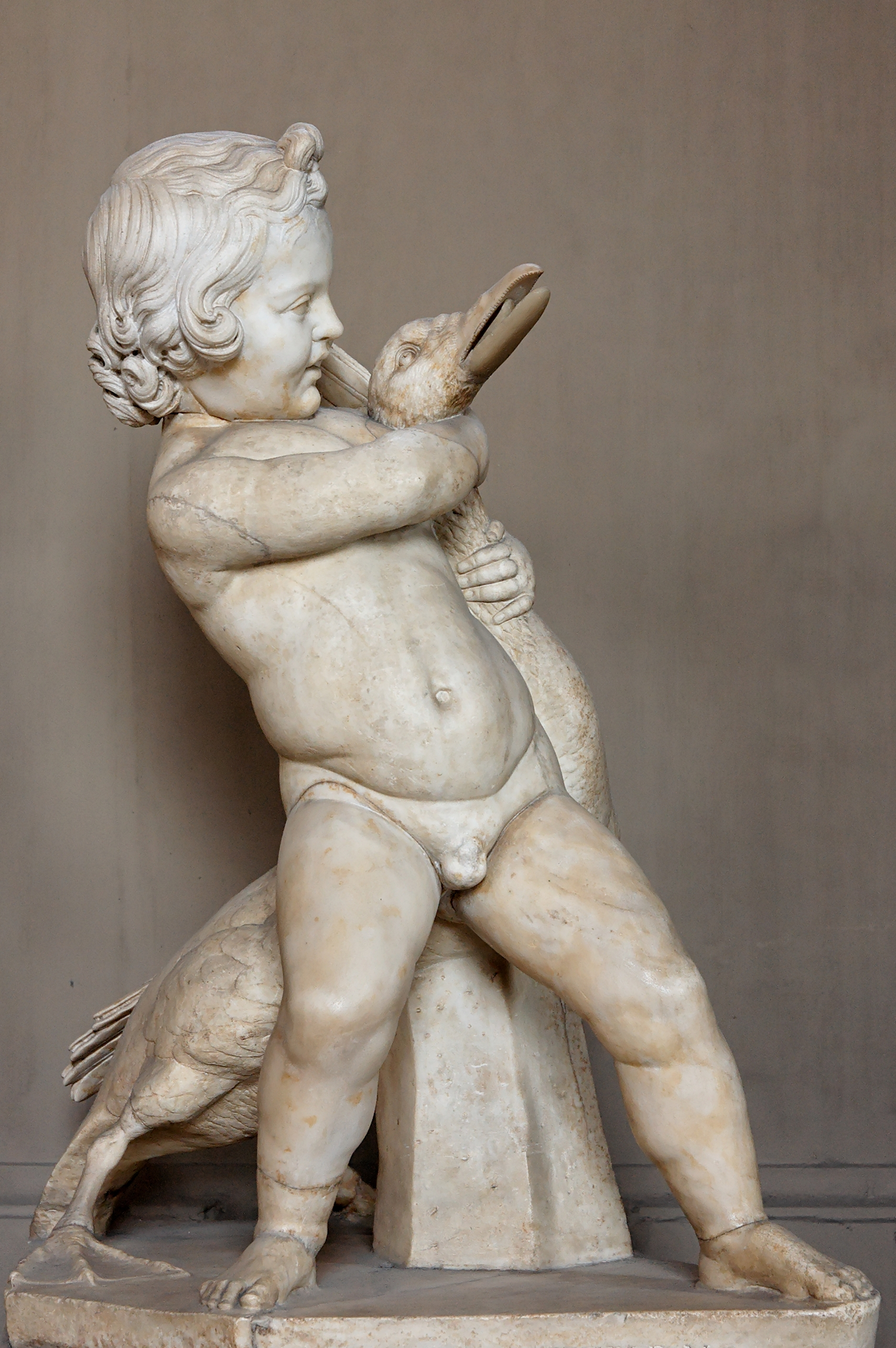
Criança estrangulando um ganso, Museus Vaticanos

Boetos (em grego: Βόηθος; romaniz.: Boethos) foi um escultor da Grécia Antiga, nativo da Calcedônia. Possivelmente floresceu no século II a.C.. Trabalhou em pedra e metal. Sua assinatura aparece em uma herma representando um menino alado e no pedestal de dois retratos perdidos de Antíoco IV, e segundo Plínio e Cícero foi o autor do grupo Criança estrangulando um ganso, que foi copiado muitas vezes pelos romanos.